# Grafschaft Maillé

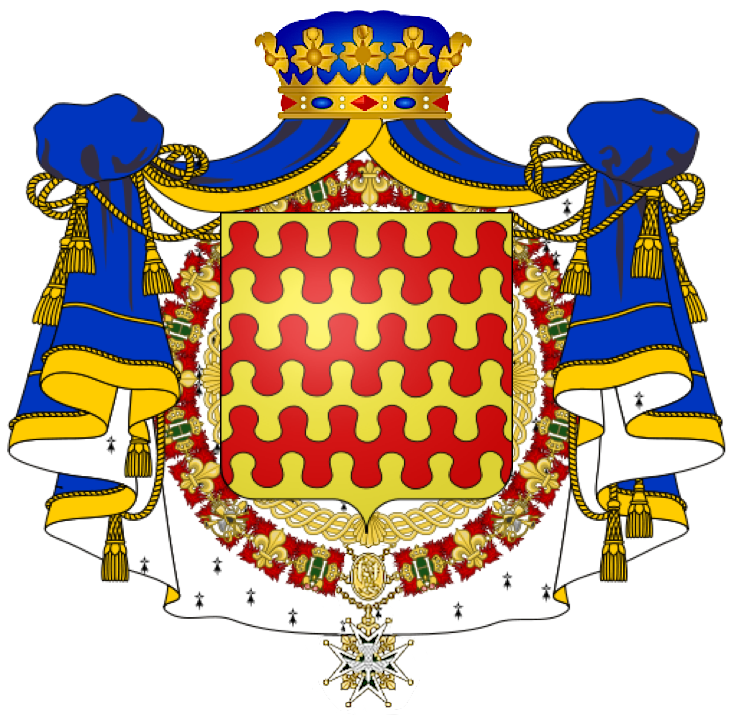
Wappen des Duc de Maillé

Die Herrschaft und spätere Grafschaft Maillé war ein mittelalterliches französisches Lehen, dessen Namen sich auf den Ort Maillé westlich von Tours bezieht, der im 17. Jahrhundert in Luynes umbenannt wurde.

## Geschichte

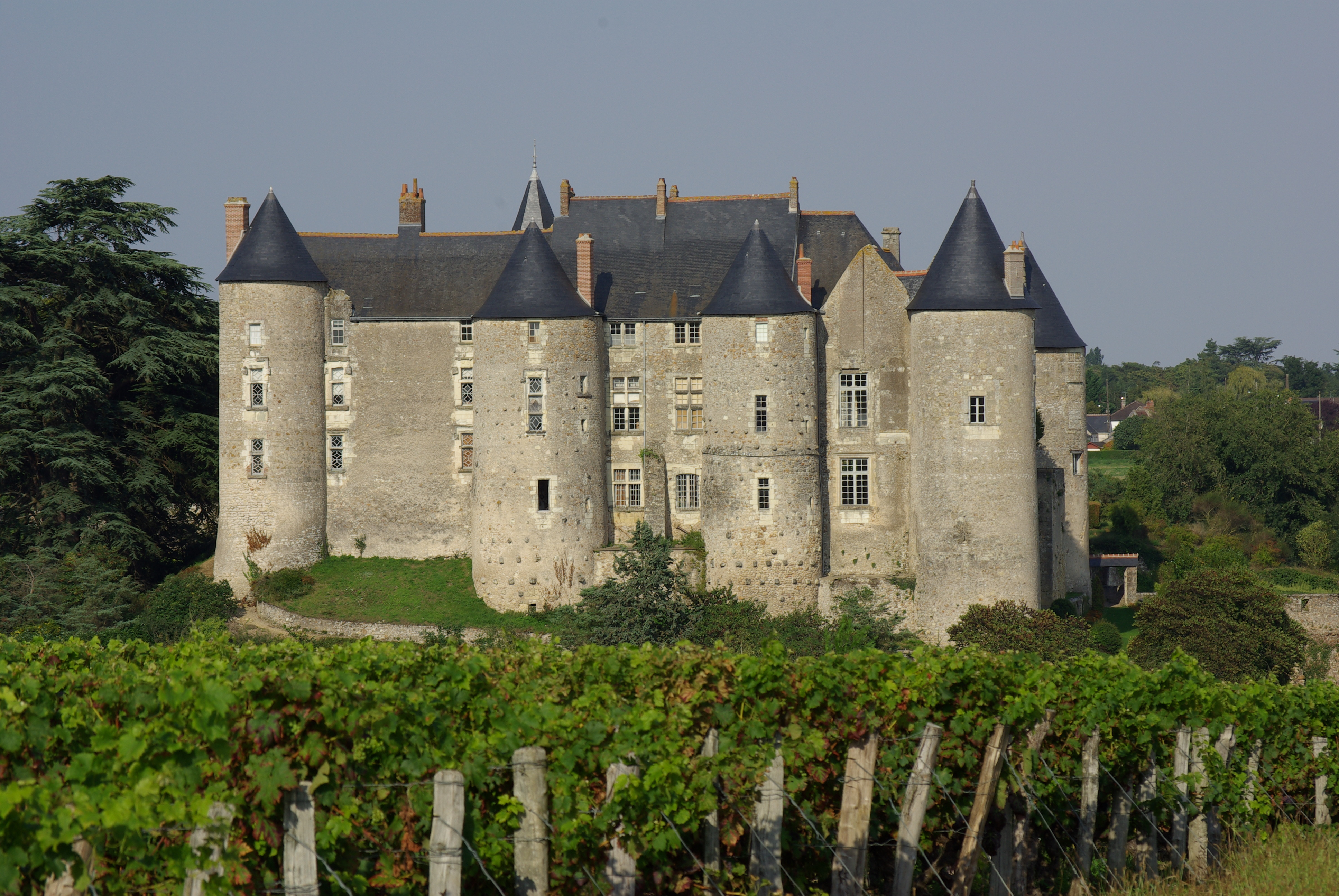
Schloss Maillé (heute: Schloss Luynes) im Loiretal, seit 1619 im Besitz des Haus Albert, Herzöge von Luynes

Das Lehen Maillé befand sich vom 10. bis zum Beginn des 16. Jahrhunderts im Besitz der Familie Maillé. Mit dem Tod des Barons François de Maillé, der im Jahr 1501 ohne Söhne starb, ging die Herrschaft Maillé an dessen Nachkommen in weiblicher Linie aus der Linie Laval des Hauses Montmorency über. Am 17. Juni 1578 wurde dann Jean de Laval, Baron de Maillé zum Grafen von Maillé erhoben. Bereits mit dessen Sohn Gui de Laval starb die Linie 1590 aus, der Titel wurde dann noch einige Zeit vom dritten Ehemann der Witwe Guis, Armand le Dangereux geführt, bevor die erbenlose Baronie Maillé 1611 an die Familie Le Bellay verkauft und am 3. August 1619 schließlich von Charles d’Albert erworben wurde. Die Grafschaft Maillé ging dann in dem neu errichteten Herzogtum Luynes auf, die Ortschaft Maillé wurde in Luynes umbenannt.
Etwa zur gleichen Zeit, also Anfang des 17. Jahrhunderts, wurde Charles de Maillé, Angehöriger einer jüngeren Linie, zum Marquis de Kerman (oder Carman) ernannt sowie zum Titulargrafen von Maillé. Beide Titel fielen wohl gegen Ende des Ancien Régime, also zwischen 1786 und 1789, an die Krone zurück.
Wiederum fast parallel dazu wurde am 1. April 1784 Charles de Maillé de la Tour-Landry, Baron d’Entrames (1732–1791), ein Angehöriger der älteren Linie, die die Herrschaft Maillé Anfang des 16. Jahrhunderts verloren hatte zum Herzog von Maillé erhoben, ebenfalls ohne dass diesem Titel ein angemessenes Herzogtum zugrunde lag. Der Titel wird von einem seiner Nachkommen als 7. Duc de Maillé heute noch geführt. Gleichzeitig trägt der älteste Sohn des Herzogs den Titel eines Marquis de Maillé. Die jüngeren Nachkommen des ersten Herzog wiederum führen den Titel eines Comte de Maillé.
Seit etwa der gleichen Zeit ergänzte ein naher Verwandter des ersten Herzogs, Charles François de Maillé de la Tour-Landry, seinen Titel Marquis de Jalesnes um den eines Marquis de Maillé, ließ sich aber der Einfachheit halber Marquis de la Tour-Landry nennen. Der Titel wurde im Lauf der Zeit zum Marquis de Maillé de La Tour-Landry abgeändert. Diese Linie erlosch 1952.

## Die Herren von Maillé
- Gauzbert, Sire de Maillé 995, 1038 bezeugt
- Hardouin, dessen Sohn, Sire de Maillé um 1038, 1050 bezeugt
- Gelduin, dessen Bruder, Sire de Maillé, † vor 1067
- Hardouin, dessen Sohn, Sire de Maillé 1067, † vor 1110
- Jacquelin, dessen Sohn, Sire de Maillé 1096, † vor 1157
- Hardouin, dessen Sohn, Sire de Maillé 1191
- Hardouin, wohl dessen Sohn, Sire de Maillé, † wohl 1245
- Hardouin, dessen Sohn, Sire de Maillé, † vor 1306
- Hardouin, dessen Sohn, Sire de Maillé, † 1340

## Die Barone von Maillé
- Hardouin, dessen Sohn, Baron de Maillé, †nach 1383
- Hardouin, dessen Sohn, Baron de Maillé, † wohl 1459. ⚭ 1412 Perrinelle d’Amboise, Dame de  Rochecorbon, Tochter von Ingelger (Haus Amboise)
- Hardouin, deren Sohn, Baron de Maillé, Seigneur de Rochecorbon. ⚭ I 1458 Antoinette de Chauvigny, † 1473, Tochter von Guy de Chauvigny, Vicomte de Brosse. ⚭ II 1475 Marguerite de La Rochefoucauld, Dame de Barbezieux etc., Tochter von Jean de La Rochefoucauld (Haus La Rochefoucauld)
- François, † 1501, dessen Sohn, Baron de Maillé, Vicomte de Tours. ⚭ Marguerite de Rohan, Tochter von Louis II., Seigneur de Guéméné (Stammliste der Rohan-Guéméné)
- Françoise, † wohl 1524, deren Tochter, Dame de Maillé et de Rochecorbon. ⚭ 1502
- Gilles I. de Laval, † 1556, Seigneur de Loué, de Benais, de Bressuire, de Maillé, de Marcillé, de Rochecorbon etc. (Stammliste der Montmorency)
- René de Laval, deren Sohn, Seigneur de Bressuire, de Maillé, de la Mothe-Saint-Héray, Vicomte de Brosse
- Gilles II. de Laval, † 1559, dessen Bruder, Seigneur de Loué, de Benais, de Maillé, de la Haye-en-Touraine, de Rochecorbon etc.
- René de Laval, † 1562, dessen Sohn, 1559 Seigneur de Loué, Baron de Maillé, Châtelain de Rochecorbon etc.

## Die Grafen von Maillé
- Jean de Laval, † 1578, dessen Bruder, 17. Juni 1578 erhoben zum Comte de Maillé, Marquis de Nesle, Comte de Joigny, Vicomte de Brosse,
- Gui de Laval, X 1590, dessen Sohn, Marquis de Nesle, Comte de Joigny et de Maillé, Vicomte de Brosse ⚭ Marguerite Hurault, † 1614, sie heiratete in dritter Ehe 1593
- Armand le Dangereux, Seigneur de Beaupuy, Comte de Maillé.

## Die Grafen von Maillé aus der jüngeren Linie
- Charles de Maillé, † 1628, Marquis de Kerman, Comte de Maillé et de Seizploué
  - Donatien de Maillé, † 1652, dessen Sohn, Marquis de Kerman
- Léonor Charles de Maillé, dessen Bruder, Comte de Maillé
  - Charles Sébastien de Maillé, † 1672, Sohn von Donatien de Maillé, Marquis de Kerman
- Henri de Maillé, † 1728, dessen Bruder, Comte de Maillé
  - Donatien de Maillé, † 1745, dessen Sohn, Marquis de Kerman
- Rogatien de Maillé, dessen Sohn, † 1754, Comte de Maillé

## Die Herzöge von Maillé
- Charles René de Maillé de la Tour-Landry, * 1732, † 1791, Baron d’Entrames, 1. April 1784 Duc de Maillé
- Charles François Armand de Maillé de la Tour-Landry, * 1770, † 1837, dessen Sohn, 1791 2. Duc de Maillé, 1814 Pair de France, 1817 Duc-Pair. ⚭ I 1784 Henriette Fitz-James, † 1809, Tochter von Jacques Charles, Duc de Fitz-James (Haus Stuart). ⚭ II 1813 Blanche-Joséphine Le Bascle d'Argenteuil, † 1851, Tochter von Jean Louis, Marquis d’Argenteuil
- Jacquelin Armand Charles de Maillé de la Tour-Landry, * 1815, † 1874, dessen Sohn, 1837 3. Duc de Maillé
- Marie Artus Hippolyte Jean de Maillé de la Tour-Landry, * 1858, † 1926, dessen Sohn, 1874 4. Duc de Maillé
- Jacquelin de Maillé de la Tour-Landry, * 1891, X 1918, dessen Sohn, Marquis de Maillé
- Marie Armand Gilles de Maillé de la Tour-Landry, * 1893, † 1972, dessen Bruder, 1926 5. Duc de Maillé
- Jacquelin de Maillé de la Tour-Landry, * 1931, † 1955, dessen Sohn, Marquis de Maillé
- Stanislas de Maillé de la Tour-Landry, * 1946, † 1996, dessen Bruder, 1972 6. Duc de Maillé
- Marie Geoffroy de Maillé de la Tour-Landry, * 1972, 1996, dessen Sohn,  7. Duc de Maillé

## Die Marquis von Maillé de la Tour-Landry
- Charles Henri François de Maillé de la Tour-Landry, Marquis de Maillé et de Jalesnes[1], genannt Le Marquis de la Tour Landry, † 1845
- Charles Théodore Bélisare, Marquis de Maillé de la Tour-Landry, dessen Sohn, † 1850
- Charles Hardouin Jules Xavier, Marquis de Maillé de la Tour-Landry, dessen Sohn, † 1881
- Hardouin Charles, Marquis de Maillé de la Tour-Landry, dessen Sohn, * 1835, † wohl nach 1881
  - Henri Louis Auguste Urbain, dessen Bruder, * 1837, † unbekannt
  - Urbain Armand, dessen Bruder, * 1848, † unbekannt
  - Jeanne Louise Mathilde, † 1952, Tochter von Henri Louis Auguste Urbain, ⚭ 1884  Pierre de Damas, Baron d’Anlezy, † 1931 (Nachkommen)

## Sonstige
- François Henri de Maillé, Comte de Roujoux et de Maillé, † nach 1713

Die Nachkommen tragen nur den Titel eines Comte de Roujoux.